# La flor del mal (película de 2003)
La flor del mal (en francés La fleur du mal) es una película francesa dirigida por Claude Chabrol y estrenada en 2003.

## Argumento
François Vasseur regresa a Francia después de haber pasado unos años en los Estados Unidos. Pertenece a una familia burguesa de provincias, concretamente de Burdeos, y ha decidido que tal vez ha llegado el momento de volver con los suyos, aunque tampoco sabe a ciencia cierta cuánto tiempo permanecerá entre los suyos. Es hijo de Gérard Vasseur y Nathalie, una mujer que falleció hace más de veinte años. Ahora Gérard, dueño de una farmacia, está casado con Anne Charpin-Vasseur, una mujer que también estuvo casada y cuyo esposo falleció precisamente al mismo tiempo que Nathalie. Anne tuvo con este a Michèle, una bellísima joven que siempre se ha sentido atraída por su hermanastro François. Con ellos vive tía Line, una mujer que sabe mucho más de lo que aparenta. Ahora Anne está involucrada en las elecciones locales, ya que se presenta para alcaldesa de su localidad. Y con las elecciones empiezan a aparecer los intentos de hundirla para que fracase electoralmente. Recibe una octavilla en la que el anónimo autor amenaza con hacer público un secreto que hundiría a la familia. Se trata de tres crímenes sucedidos en épocas diferentes: uno de ellos ocurrido a finales de la Segunda Guerra Mundial, el segundo durante la fase decisiva de unas elecciones locales, y el tercero que tiene lugar a poco de empezar la historia.